# المخلوقات 2
المخلوقات 2 (بالإنجليزية:Critters 2)، هي فيلم أمريكي من نوع الخيال العلمي والرعب، أنتجت من قبل نيو لاين سينما سنة 1988، وكتب القصة ديفيد توهي وجاريس، وهي الجزء الثاني من سلسلة أفلام الرعب «المخلوقات».

## الميزانية والإيرادات
بلغت تكلفة إنتاج الفيلم حوالي 4 ملايين دولار بينما حقق أرباحا تقدر بـ 3813293 () دولار.

## أجزاء أخرى
- المخلوقات
- المخلوقات 3
- المخلوقات 4

## وصلات خارجية
- المخلوقات 2 على موقع أول موفي.
- المخلوقات 2 على موقع IMDb (الإنجليزية)
- المخلوقات 2 على موقع ميتاكريتيك (الإنجليزية)
- المخلوقات 2 على موقع روتن توميتوز (الإنجليزية)
- المخلوقات 2 على موقع نتفليكس (الإنجليزية)
- المخلوقات 2 على موقع ألو سيني (الفرنسية)
- المخلوقات 2 على موقع Turner Classic Movies (الإنجليزية)
- المخلوقات 2 على موقع أول موفي (الإنجليزية)
- المخلوقات 2 على موقع بوكس أوفيس موجو (الإنجليزية)
- المخلوقات 2 على موقع فيلمافينيتي (الإسبانية)
- المخلوقات 2 على موقع قاعدة بيانات الأفلام السويدية (السويدية)